# Matthias Michel

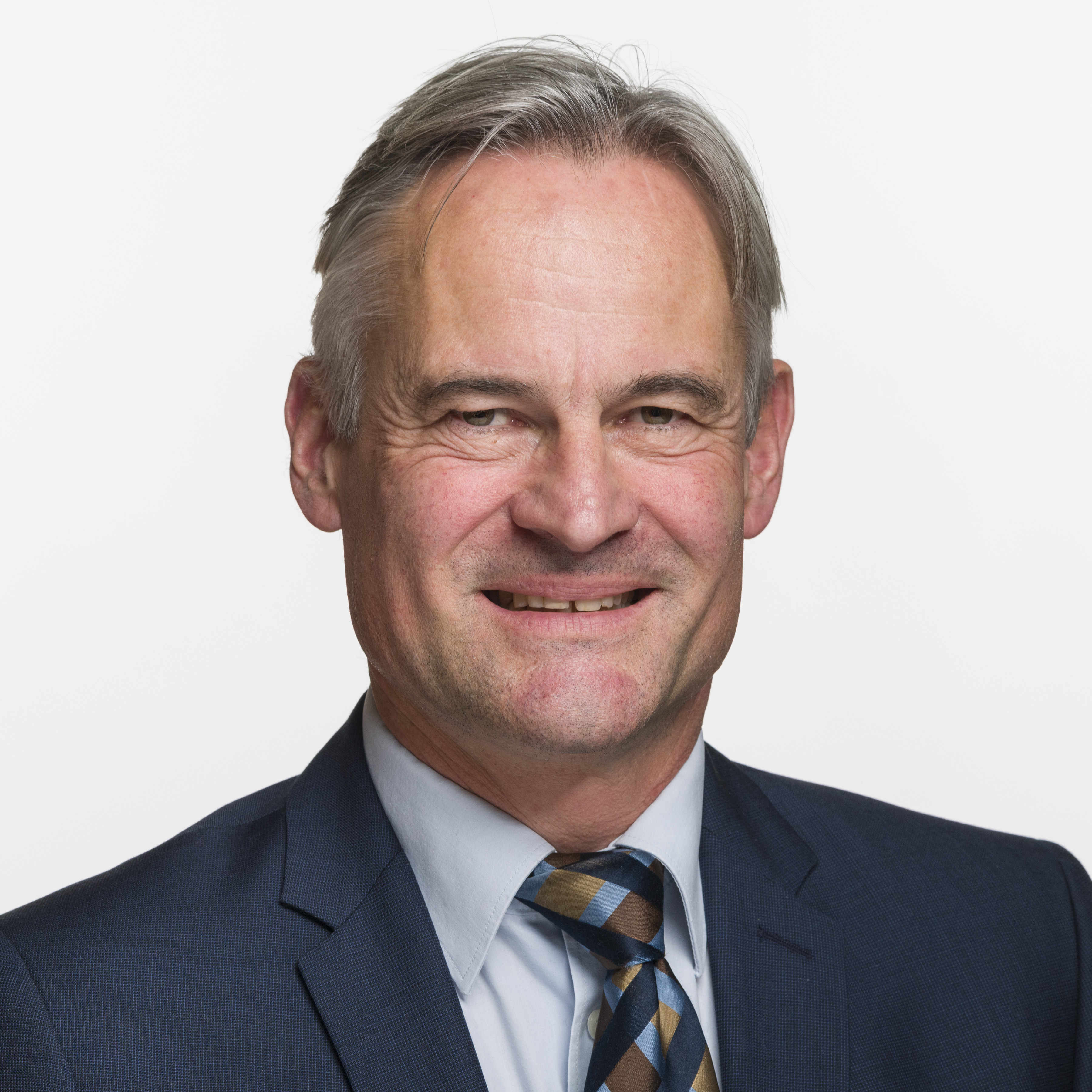
Matthias Michel (2019)

Matthias Johannes Maria Michel (* 20. März 1963 in Thal; heimatberechtigt in Zug und Glarus) ist ein Schweizer Politiker (FDP).

## Biografie
Matthias Michel studierte von 1982 bis 1988 Rechtswissenschaft an den Universitäten Zürich und Lausanne und schloss mit dem Lizenziat ab. 1991 erlangte er das Rechtsanwaltspatent des Kantons Zug, 1998 promovierte er in Zürich.
1993/94 war Michel als juristischer Mitarbeiter der Zuger Finanzdirektion tätig, von 1995 bis 2002 als Anwalt in der Kanzlei von Rolf Schweiger in Zug (ab 1998 als Partner). Nach seiner Ausbildung zum Mediator an der Fachhochschule Aargau wurde er 2002 nebenamtlich Schlichter an der kantonalen Schlichtungsstelle für arbeitsrechtliche Streitigkeiten.
Michel ist verheiratet, Vater von vier Kindern und wohnt in Oberwil bei Zug.

## Politik
Von 1995 bis 2002 gehörte Michel dem Zuger Kantonsrat an. Er war Mitglied mehrerer Kommissionen, unter anderem der Staatswirtschaftskommission, der Strassenbaukommission sowie im Präsidium der vorberatenden Kommission zum neuen Steuergesetz.
2002 wurde Michel in den Zuger Regierungsrat gewählt und 2006, 2010 und 2014 bestätigt. Bei den Gesamterneuerungswahlen 2018 trat er nicht mehr an. Beim Amtsantritt im Januar 2003 übernahm Michel die Direktion für Bildung und Kultur. Von 2007 bis 2018 leitete er die Volkswirtschaftsdirektion. 2011/12 präsidierte er als Landammann den Regierungsrat. 2012 wurde er zum Zuger des Jahres gekürt.
Für die Ständeratswahlen 2019 war Michel der offizielle Kandidat der FDP.Die Liberalen des Kantons Zug für den Ständerat. Im zweiten Wahlgang wurde Michel in den Ständerat gewählt. Dort ist er Präsident der Geschäftsprüfungskommission SR, Mitglied der Aussenpolitischen Kommission SR und der Kommission für Wissenschaft, Bildung und Kultur SR (Stand Januar 2023). Bei den Wahlen 2023 wurde er bestätigt.